# Edlitz
Edlitz là một thị xã thuộc huyện Neunkirchen trong bang Niederösterreich.